# Ušati gnjurac
Ušati gnjurac ili slavonski gnjurac (lat. Podiceps auritus) je vrsta ptica iz porodice gnjuraca i ptica vodarica. Izvrstan je u plivanju i ronjenju pa ribe lovi pod vodom. Jedna je od vrsta, koje su zaštićene Sporazumom o zaštiti afričko-euroazijskih migratornih ptica močvarica - AEWA. 
Ušati gnjurac ima dužinu tijela od 31 do 38 cm, a raspon krila od 46 do 55 cm. I mužjaci i ženke imaju crnu glavu s prozračnim smeđim perjem sa strane uha, dug crvenkasti vrat i crvenkaste oči.
Obitava u područjima prekrivenim vegetacijom i jezerima sa slatkovodnom vodom diljem Europe i Azije, pogotovo u Rusiji. Također se razmnožava na udaljenim otočnim područjima u Sjedinjenim Američkim Državama i Kanadi. Većina ptica seli se zimi na obale. Tada mijenja boju u bijelu s oštro definiranom crnom kapom. Tijekom parenja, mužjaci se čudno glasaju nalik na cvokotanje i vrištanje.
Gradi gnijezdo na obali, u blizini vode, obično polaže dva jaja, a roditelji ponekad nose svoje šarene mladunce na leđima.